# Gare de Champagné
Gare de Champagné vasútállomás Franciaországban, Champagné településen.

## Vasútvonalak
Az állomást az alábbi vasútvonalak érintik:
- Párizs–Brest-vasútvonal

## Kapcsolódó állomások
A vasútállomáshoz az alábbi állomások vannak a legközelebb:
- Gare de Saint-Mars-la-Brière (Paris Gare Montparnasse, Párizs–Brest-vasútvonal)
- Gare du Mans (Gare de Brest, Párizs–Brest-vasútvonal)